# Canton de Fontenay-sous-Bois-Est
Le canton de Fontenay-sous-Bois-Est est une ancienne division administrative française située dans le département du Val-de-Marne et la région Île-de-France.
Le canton est supprimé lors du redécoupage cantonal de 2014 en France, et son territoire est intégré dans le nouveau canton de Fontenay-sous-Bois.

## Histoire

### Département du Val-de-Marne
Le canton est recréé, sous le nom de canton de Fontenay-sous-Bois, par le décret du 20 juillet 1967. Il comprend alors la totalité de la commune de Fontenay-sous-Bois.
Afin de permettre la création du canton de Vincennes-Fontenay-Sud, le décret du 20 janvier 1976 en retranche le sud de la commune, et le renomme canton de Fontenay-sous-Bois-Est.
Un nouveau découpage territorial du Val-de-Marne entré en vigueur à l'occasion des premières élections départementales suivant le décret du 17 février 2014. Les conseillers départementaux sont, à compter de ces élections, élus au scrutin majoritaire binominal mixte. Les électeurs de chaque canton élisent au Conseil départemental, nouvelle appellation du Conseil général, deux membres de sexe différent, qui se présentent en binôme de candidats. Les conseillers départementaux sont élus pour six ans au scrutin binominal majoritaire à deux tours, l'accès au second tour nécessitant 12,5 % des inscrits au premier tour. En outre, la totalité des conseillers départementaux est renouvelée. Ce nouveau mode de scrutin nécessite un redécoupage des cantons dont le nombre est divisé par deux avec arrondi à l'unité impaire supérieure si ce nombre n'est pas entier impair, assorti de conditions de seuils minimaux. Dans le Val-de-Marne le nombre de cantons passe ainsi de 49 à 25.
Dans ce cadre, le canton est supprimé, et son territoire affecté au canton de Fontenay-sous-Bois.

## Administration
| Période | Période | Identité       | Étiquette | Qualité                                                        |
| ------- | ------- | -------------- | --------- | -------------------------------------------------------------- |
| 1967    | 1976    | Louis Bayeurte | PCF       | Ouvrier photograveur Maire de Fontenay-sous-Bois (1965 → 2001) |

| Période | Période | Identité         | Étiquette | Qualité |
| ------- | ------- | ---------------- | --------- | --- |
| 1976    | 1998    | Louis Bayeurte   | PCF       | Ouvrier photograveur Maire de Fontenay-sous-Bois (1965 → 2001)                                                                                           |
| 1998    | 2015    | Gilles Saint-Gal | PCF       | Conseiller municipal de Fontenay-sous-Bois Vice-président du Conseil général[Quand ?] Conseiller départemental du canton de Fontenay-sous-Bois (2015 → ) |

## Composition

### Période 1967 - 1976
Le canton comprenait la totalité de la commune de Fontenay-sous-Bois.

### Période 1976 - 2015
Le canton de Fontenay-sous-Bois-Est recouvrait la partie de la commune de Fontenay-sous-Bois, définie, selon la toponymie du décret de 1976, comme « la partie Est de la commune de Fontenay-sous-Bois délimitée par l'axe des voies ci-après : boulevard de Verdun, avenue de la République, rue André-Tessier, rue Saint-Germain, rue du Cheval-Ru, rue de Rosny, place du Général-Leclerc, rue de Neuilly, boulevard du 25-Août-1944 ».
L'ouest de la commune était inclus dans le canton de Fontenay-sous-Bois-Ouest.
| Communes                            | Population (2012) | Code postal | Code Insee |
| ----------------------------------- | ----------------- | ----------- | ---------- |
| Fontenay-sous-Bois, commune entière | 50 921            | 94 120      | 94 033     |

## Démographie
| 1962 | 1968 | 1975 | 1982 | 1990   | 1999   | 2009 |
| ---- | ---- | ---- | ---- | ------ | ------ | ---- |
| -    | -    | -    | -    | 26 520 | 25 545 | -    |